# Mętlew
Mętlew – wieś w Polsce położona w województwie łódzkim, w powiecie łęczyckim, w gminie Góra Świętej Małgorzaty.
| SIMC    | Nazwa          | Rodzaj    |
| ------- | -------------- | --------- |
| 0565707 | Majdany        | część wsi |
| 0565713 | Mętlew-Parcele | część wsi |

Męklewo (Mętlew) był wsią dziekana kapituły kolegiaty łęczyckiej w powiecie łęczyckim województwa łęczyckiego w końcu XVI wieku. W latach 1975–1998 miejscowość administracyjnie należała do województwa płockiego.